# Auguste Cesbron

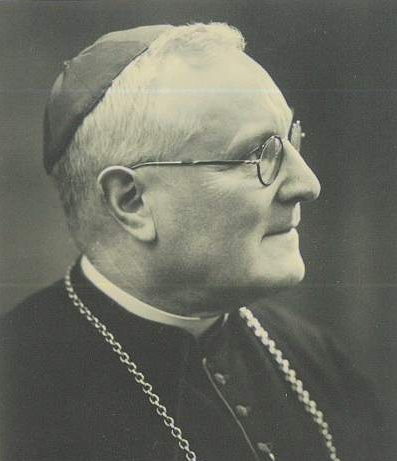
Bischof Cesbron

Auguste Cesbron (* 7. Dezember 1887 in Vezins; † 13. Juli 1962 in Annecy) war ein französischer römisch-katholischer Geistlicher und Bischof.

## Leben
Auguste-Léon-Alexis Cesbron wuchs östlich von Cholet im Bistum Angers auf. Er besuchte das Priesteranwärterseminar in Beaupréau sowie das Priesterseminar in Angers und wurde 1910 zum Priester geweiht. Dann studierte er an der École supérieure des Hautes-Études Saint-Aubin in Angers. Vom 30. September 1940 bis zu seinem Tod 1962 war er Bischof von Annecy. Er verhielt sich dem Vichy-Regime gegenüber überwiegend loyal, vermied aber Gesten, die als Unterstützung ausgelegt werden konnten und engagierte sich für die Rettung jüdischer Kinder.